# Huppy
Huppy est une commune française située dans le département de la Somme en région Hauts-de-France.
Depuis le 13 février 2020, la commune fait partie du parc naturel régional Baie de Somme - Picardie maritime.

## Géographie

### Localisation
Huppy est un village picard du Vimeu.
À vol d'oiseau, la localité est située à 8 km au nord de Oisemont, 10 km au sud-ouest d'Abbeville et à 41 km au nord-ouest d'Amiens.
Le territoire de la commune est limitrophe de ceux de sept communes.
Les communes limitrophes sont  Béhen, Doudelainville, Ercourt, Grébault-Mesnil, Huchenneville, Limeux et Saint-Maxent.

### Géologie et relief
À 104 m d'altitude, elle est sur le plateau calcaire du Vimeu vert, aux terres riches et bien arrosées. Les vents dominants sont d'ouest à sud-ouest. Les éoliennes s'implantent aujourd'hui sur ces sites d'anciens moulins à vent.

### Hydrographie
La commune est située dans le bassin Artois-Picardie. Elle n'est drainée par aucun cours d'eau.

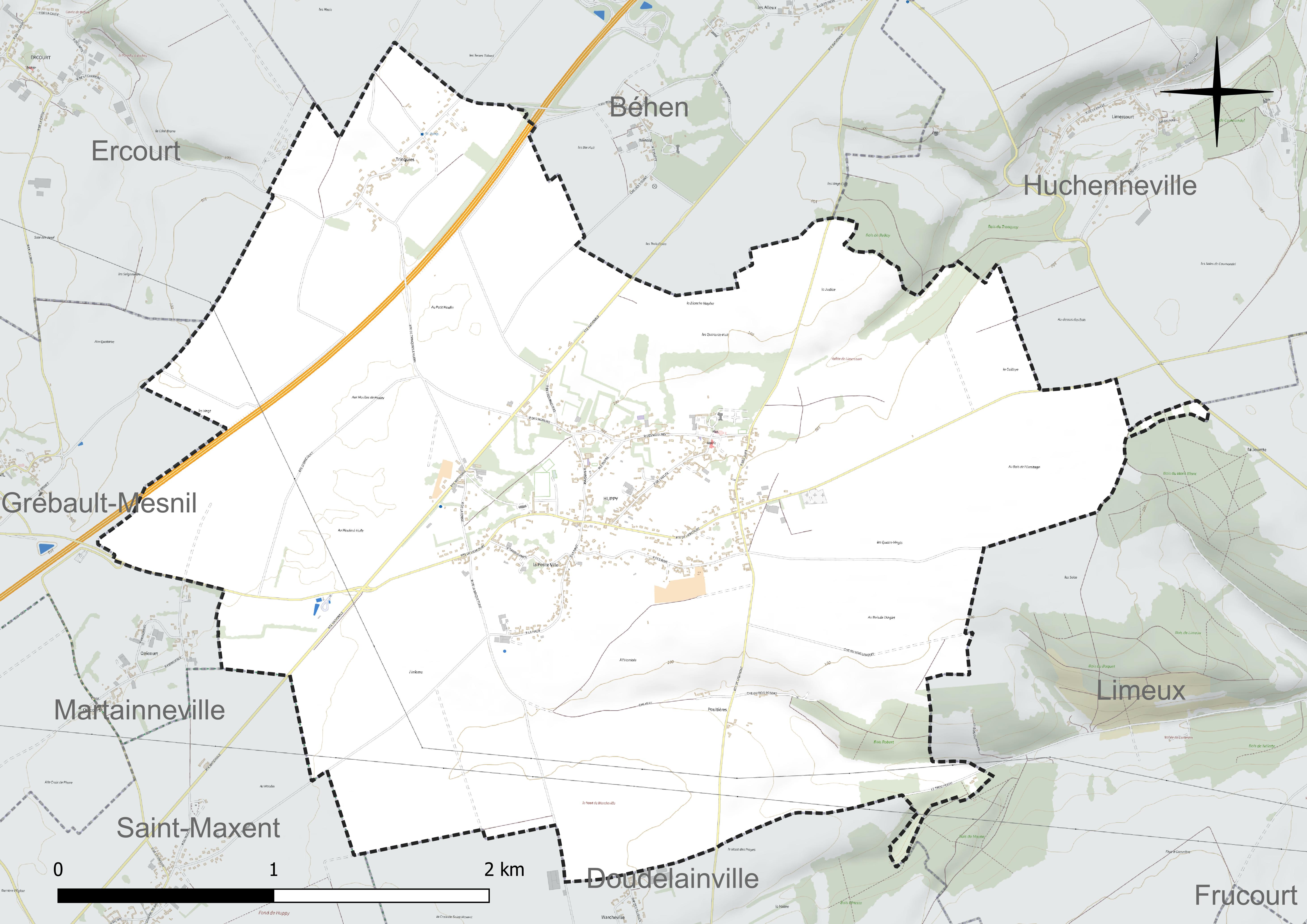
Réseau hydrographique d'Huppy.

### Climat
Pour des articles plus généraux, voir Climat des Hauts-de-France et Climat de la Somme.
En 2010, le climat de la commune est de type climat océanique altéré, selon une étude du CNRS s'appuyant sur une série de données couvrant la période 1971-2000. En 2020, Météo-France publie une typologie des climats de la France métropolitaine dans laquelle la commune est exposée à un climat océanique et est dans la région climatique Côtes de la Manche orientale, caractérisée par un faible ensoleillement (1 550 h/an) ; forte humidité de l'air (plus de 20 h/jour avec humidité relative > 80 % en hiver), vents forts fréquents.
Pour la période 1971-2000, la température annuelle moyenne est de 10,1 °C, avec une amplitude thermique annuelle de 13,2 °C. Le cumul annuel moyen de précipitations est de 855 mm, avec 12,4 jours de précipitations en janvier et 8,8 jours en juillet. Pour la période 1991-2020, la température moyenne annuelle observée sur la station météorologique la plus proche, située sur la commune d'Oisemont à 8 km à vol d'oiseau, est de 11,1 °C et le cumul annuel moyen de précipitations est de 801,4 mm,. Pour l'avenir, les paramètres climatiques de la commune estimés pour 2050 selon différents scénarios d'émission de gaz à effet de serre sont consultables sur un site dédié publié par Météo-France en novembre 2022.

## Urbanisme

### Typologie
Au 1er janvier 2024, Huppy est catégorisée commune rurale à habitat dispersé, selon la nouvelle grille communale de densité à sept niveaux définie par l'Insee en 2022.
Elle est située hors unité urbaine. Par ailleurs la commune fait partie de l'aire d'attraction d'Abbeville, dont elle est une commune de la couronne,. Cette aire, qui regroupe 73 communes, est catégorisée dans les aires de 50 000 à moins de 200 000 habitants,.

### Occupation des sols
L'occupation des sols de la commune, telle qu'elle ressort de la base de données européenne d'occupation biophysique des sols Corine Land Cover (CLC), est marquée par l'importance des territoires agricoles (85,7 % en 2018), en diminution par rapport à 1990 (88,2 %). La répartition détaillée en 2018 est la suivante : 
terres arables (67,3 %), prairies (14,6 %), zones urbanisées (11 %), zones agricoles hétérogènes (3,8 %), forêts (3,4 %). L'évolution de l'occupation des sols de la commune et de ses infrastructures peut être observée sur les différentes représentations cartographiques du territoire : la carte de Cassini (XVIIIe siècle), la carte d'état-major (1820-1866) et les cartes ou photos aériennes de l'IGN pour la période actuelle (1950 à aujourd'hui).

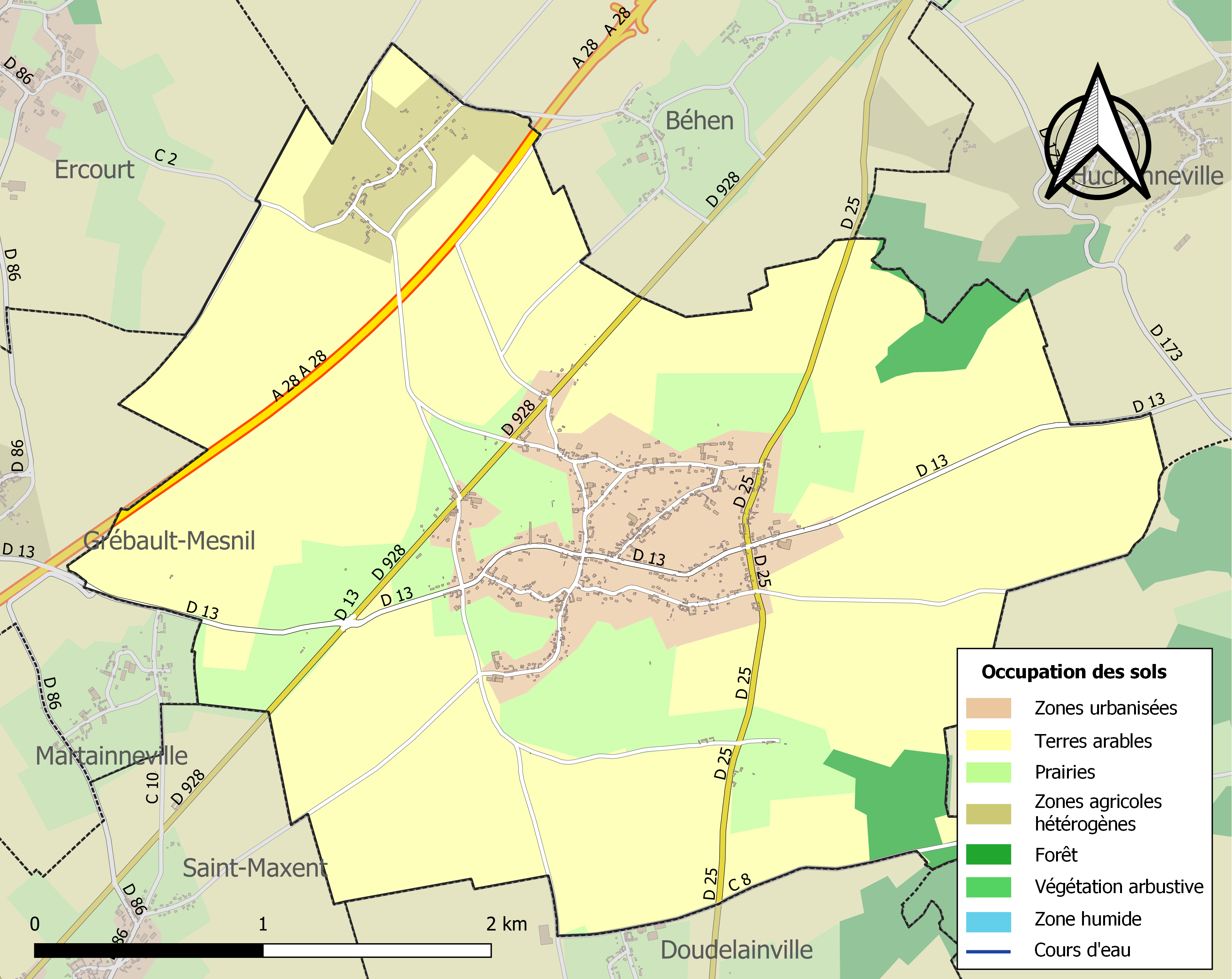
Carte des infrastructures et de l'occupation des sols de la commune en 2018 (CLC).

### Voies de communication et transports
La commune est située en bordure de l'ancienne RN 28, désormais bien desservie par l'autoroute A28 avec deux échangeurs à proximité.
On peut aussi y accéder du nord par Abbeville, au sud par Oisemont et d'est à l'ouest d'Érondelle à Grébault-Mesnil par la RD 13.
En 2019, la localité est desservie par la ligne d'autocars no 20 (Oisemont - Abbeville)  du réseau Trans'80, Hauts-de-France, les jours du marché d'Abbeville, le mercredi et le samedi.

## Toponymie
Hupi est mentionné en 1160 dans une charte du comte Jean de Ponthieu. En 1163, ce sera Huppi.

## Histoire

### Antiquité
Quatre-vingt-deux monnaies romaines en cuivre saucé, aux types principaux de Postume, Gallien et Salonine ont été trouvées sur le territoire communal dans des pots en terre.

### Moyen Âge
Destiné à Augustin de Grouches, marquis de Chépy, le château connait la fin de sa construction en 1692.

### Seconde Guerre mondiale
Pendant les bombardements de 1940, l'église est détruite à 80 %.

## Politique et administration

### Rattachements administratifs et électoraux
Rattachements administratifs
La commune se trouve dans l'arrondissement d'Abbeville du département de la Somme.
Elle faisait faisait partie depuis 1801 du canton d'Hallencourt. Dans le cadre du redécoupage cantonal de 2014 en France, cette circonscription administrative territoriale a disparu, et le canton n'est plus qu'une circonscription électorale.
Rattachements électoraux
Pour les élections départementales, la commune fait partie depuis 2014 du canton de Gamaches
Pour l'élection des députés, elle fait partie de la troisième circonscription de la Somme.

### Intercommunalité
Huppy était membre de la petite communauté de communes de la Région d'Hallencourt, un établissement public de coopération intercommunale (EPCI) à fiscalité propre.
Dans le cadre des dispositions de la loi portant nouvelle organisation territoriale de la République du 7 août 2015, qui prévoit que les établissements publics de coopération intercommunale (EPCI) à fiscalité propre doivent avoir un minimum de 15 000 habitants, celle-ci a du fusionner avec ses voisines pour former, le 1er janvier 2017, la communauté d'agglomération de la Baie de Somme dont Huppy fait désormais partie.

### Liste des maires
| Période                                  | Période                       | Identité                 | Étiquette | Qualité |
| ---------------------------------------- | ----------------------------- | ------------------------ | --------- | --- |
| Les données manquantes sont à compléter. |                               |                          |           | |
| 1910                                     |                               | Ferdinand Sangnier       |           | |
| 1912                                     |                               | Gustave Joly             |           | |
| 1919                                     |                               | Louis Mellier            |           | |
| 1944                                     |                               | Armand Thibault          |           | |
| 1952                                     |                               | Damase Daquet            |           | |
| 1959                                     |                               | Jacques Buiret           |           | |
| 1983                                     | 1985                          | Alain Patrick Hurdequint |           | |
| 1985                                     | 1989                          | Jean-Marie Lepage        |           | |
| Les données manquantes sont à compléter. |                               |                          |           | |
| mars 1989                                | 1995                          | Pierre Boutroy           |           | |
| juin 1995                                | 2008                          | Jean-Marie Lepage        |           | |
| mars 2008                                | Juillet 2011                  | Michel Pignel            |           | Décédé en fonction                                                                                           |
| septembre 2011                           | En cours (au 23 juillet 2020) | Aymerick Cœuilte         |           | Dirigeant d'entreprise Vice-président de la CA de la Baie de Somme (2020 → ) Réélu pour le mandat 2020-2026, |

## Population et société

### Démographie
L'évolution du nombre d'habitants est connue à travers les recensements de la population effectués dans la commune depuis 1793. Pour les communes de moins de 10 000 habitants, une enquête de recensement portant sur toute la population est réalisée tous les cinq ans, les populations de référence des années intermédiaires étant quant à elles estimées par interpolation ou extrapolation. Pour la commune, le premier recensement exhaustif entrant dans le cadre du nouveau dispositif a été réalisé en 2008.

En 2022, la commune comptait 747 habitants, en évolution de −7,2 % par rapport à 2016 (Somme : −1,26 %, France hors Mayotte : +2,11 %).
| 1793 | 1800 | 1806 | 1821 | 1831 | 1836 | 1841  | 1846  | 1851  |
| ---- | ---- | ---- | ---- | ---- | ---- | ----- | ----- | ----- |
| 875  | 726  | 904  | 996  | 899  | 960  | 1 028 | 1 030 | 1 075 |

| 1856  | 1861  | 1866  | 1872  | 1876  | 1881  | 1886  | 1891  | 1896  |
| ----- | ----- | ----- | ----- | ----- | ----- | ----- | ----- | ----- |
| 1 054 | 1 059 | 1 133 | 1 119 | 1 096 | 1 071 | 1 047 | 1 011 | 1 004 |

| 1901 | 1906 | 1911 | 1921 | 1926 | 1931 | 1936 | 1946 | 1954 |
| ---- | ---- | ---- | ---- | ---- | ---- | ---- | ---- | ---- |
| 972  | 922  | 867  | 774  | 754  | 740  | 701  | 608  | 600  |

| 1962 | 1968 | 1975 | 1982 | 1990 | 1999 | 2006 | 2008 | 2013 |
| ---- | ---- | ---- | ---- | ---- | ---- | ---- | ---- | ---- |
| 614  | 631  | 579  | 592  | 590  | 694  | 761  | 780  | 811  |

| 2018 | 2022 | - | - | - | - | - | - | - |
| ---- | ---- | - | - | - | - | - | - | - |
| 764  | 747  | - | - | - | - | - | - | - |

### Enseignement
En matière d'enseignement primaire, les communes de Doudelainville, Vaux-Marquenneville, Citerne, Huppy et Frucourt sont associées au sein d'un regroupement pédagogique concentré (RPC) dont le siège est à Huppy.

### Sports
Il existe plusieurs clubs sportifs dans la commune :
- l'AS Huppy, club de football évoluant en district ;
- le judo club d'Huppy ;
- Huppy détente et loisirs, club de gymnastique ;
- Kalipso huppinoise, association pour la pratique de la danse.

## Culture locale et patrimoine

### Lieux et monuments
- Château. Il fut le poste de commandement du colonel Charles de Gaulle lors de la bataille d'Abbeville (du 28 mai 1940 au 31 mai 1940). Le château, du XVIIIe siècle en brique, est constitué d'un corps de logis flanqué de deux tours et accolé perpendiculairement à un corps de logis secondaire dans le prolongement des ruines de l'ancien château du XVIe siècle[31] ; le parc est agrémenté de topiaires[32].
- Motte de Trenquies avec dessous un souterrain[33].
- Église Saint-Sulpice de style gothique flamboyant, restaurée après 1945[34], avec des vitraux historiés de 1545 restaurés à la fin du XIXe siècle[35].

Dans le clocher, un petit musée a été aménagé. Il est consacré à une évocation des trois passages du général de Gaulle dans ce petit village du Vimeu et présente des objets d'art sacré, des objets de la vie quotidienne d'autrefois et des marionnettes de Lucien Caron.
- Croix de cimetière près de l'église, du XIIIe siècle, classée aux monuments historiques en 1912[36].
- Monument aux morts[37].
- Buste du général de Gaulle, situé près du portail du château, sur la place du village, honore sa mémoire.
- Le monument commémoratif de la bataille d'Abbeville s'élève à l'entrée ouest du village. Ce monument, inauguré le 2 juin 1990, commémore à la fois les victimes des combats et la réconciliation franco-allemande. On peut lire cette dédicace gravée sur le monument :

 « Bataille d'Abbeville 20 mai - 7 juin 1940 - À la mémoire des soldats alliés et adversaires tombés en ce lieu de Picardie.
Que leurs descendants fassent l'Europe et que leur sacrifice nous enseigne à défendre ensemble la Patrie de la vie ».
- Le village compte deux musées. Ils sont consacrés à la mémoire agricole et à l'histoire du village[19].
- Chapelle de l'Ecce Homo. Bâtie à l'emplacement d'une ancienne chapelle en bois et torchis, reconstruite en 1750 par Augustin Emmanuel de Sainte Aldegonde, écuyer, seigneur du Quesnel, habitant Huppy[38].
- Vierge à l'Enfant, face à la route de Béhen, à Trinquies[38].

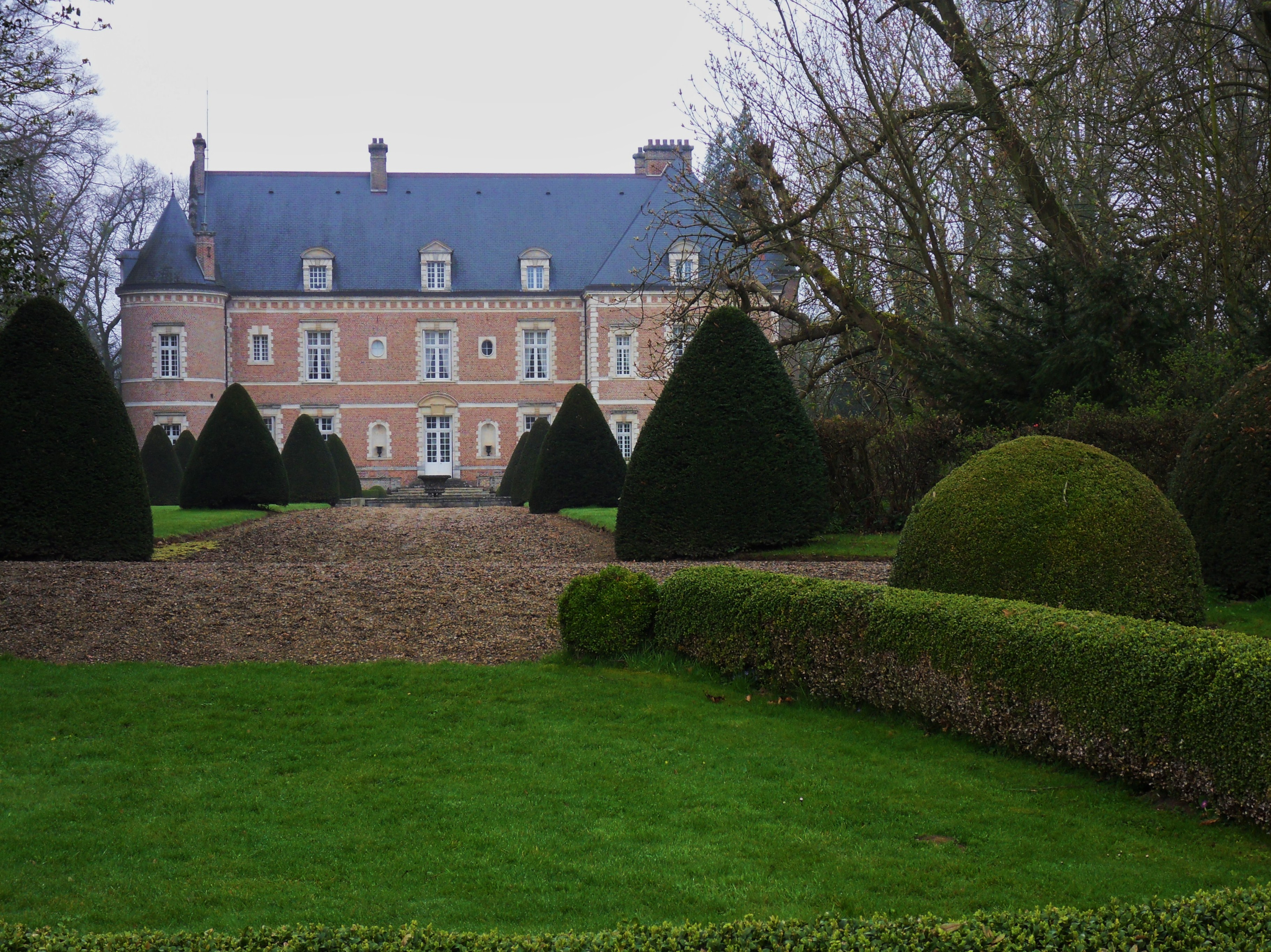
Château.
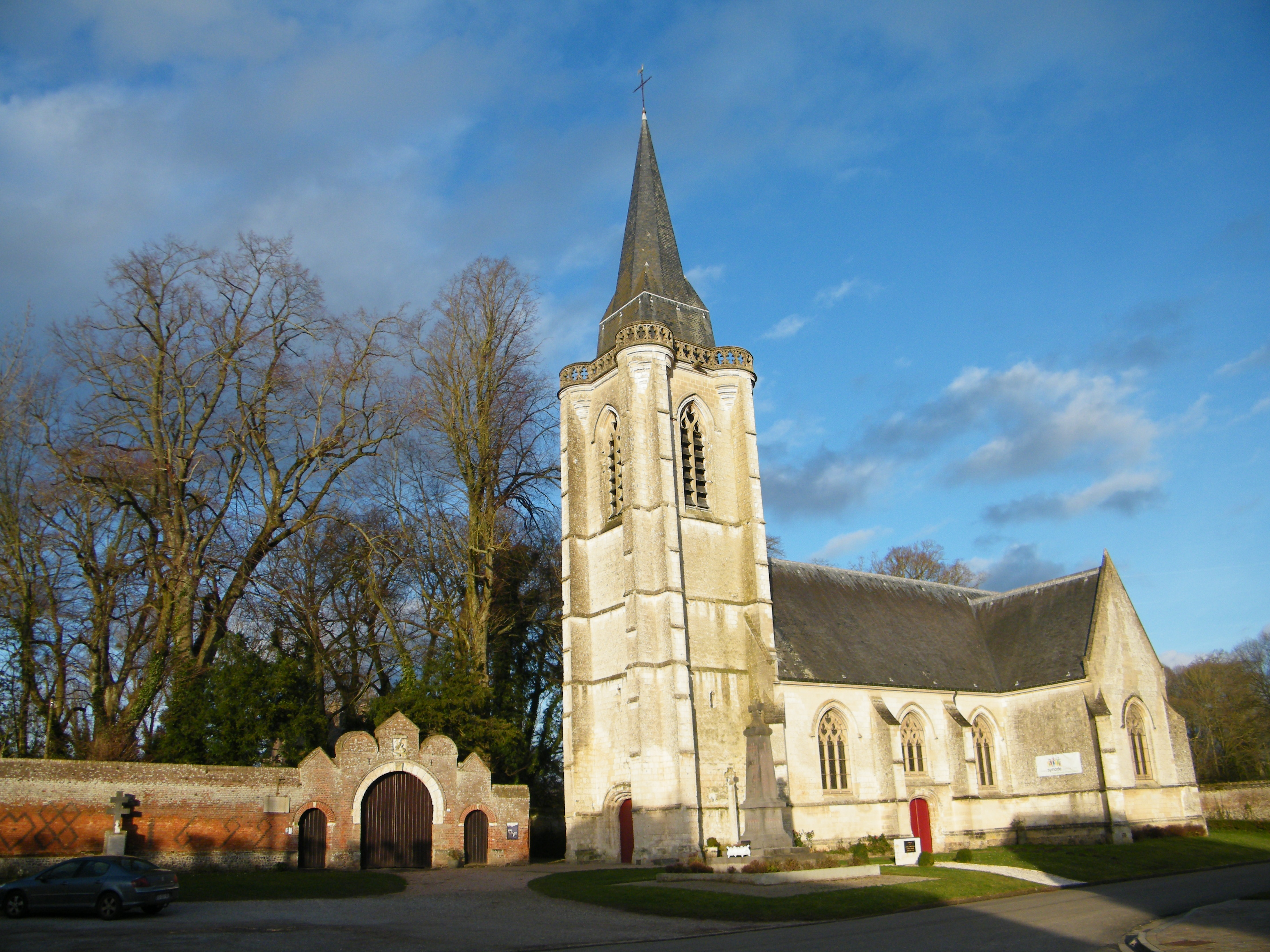
L'église.
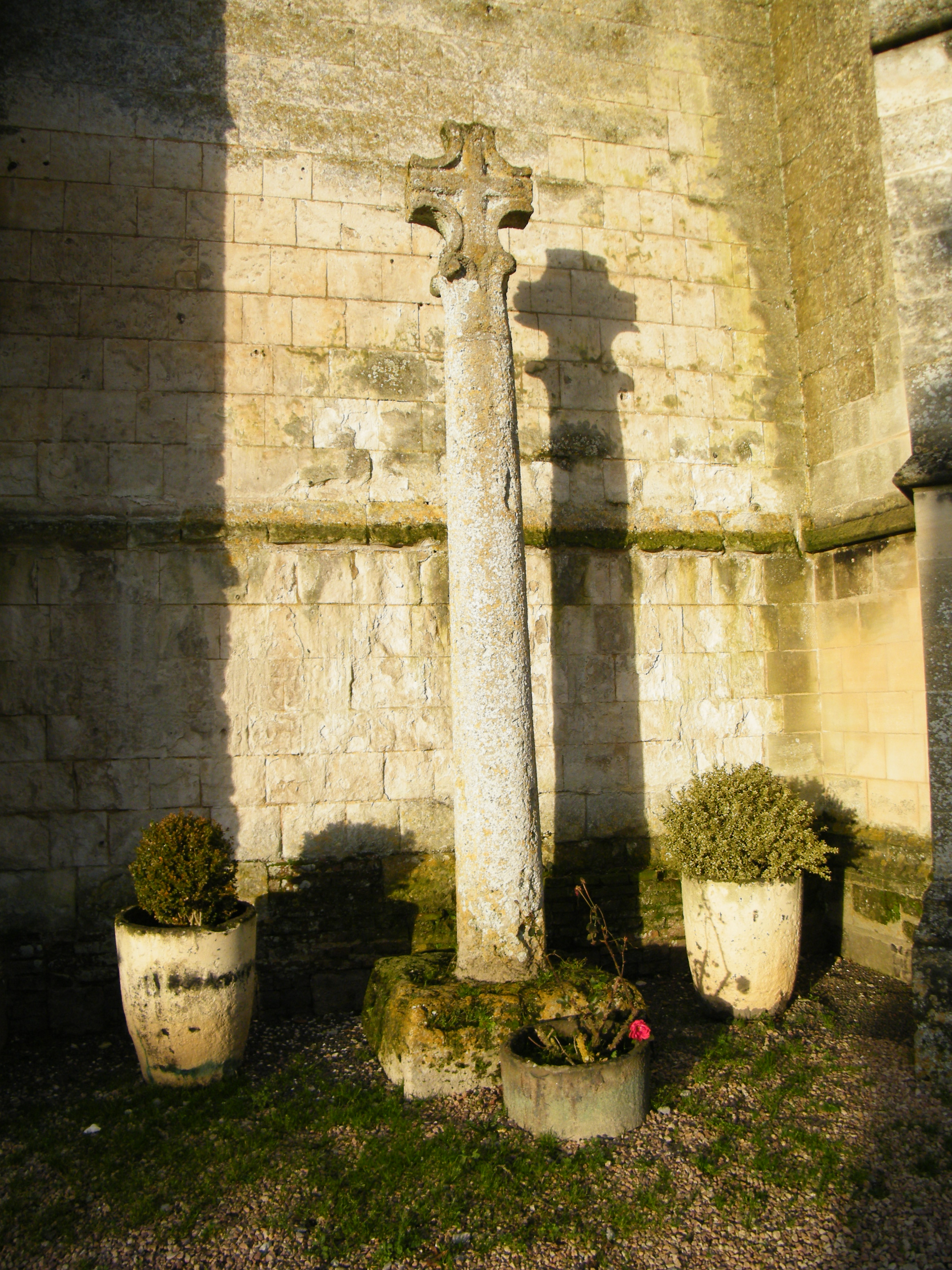
Croix de cimetière, classée.
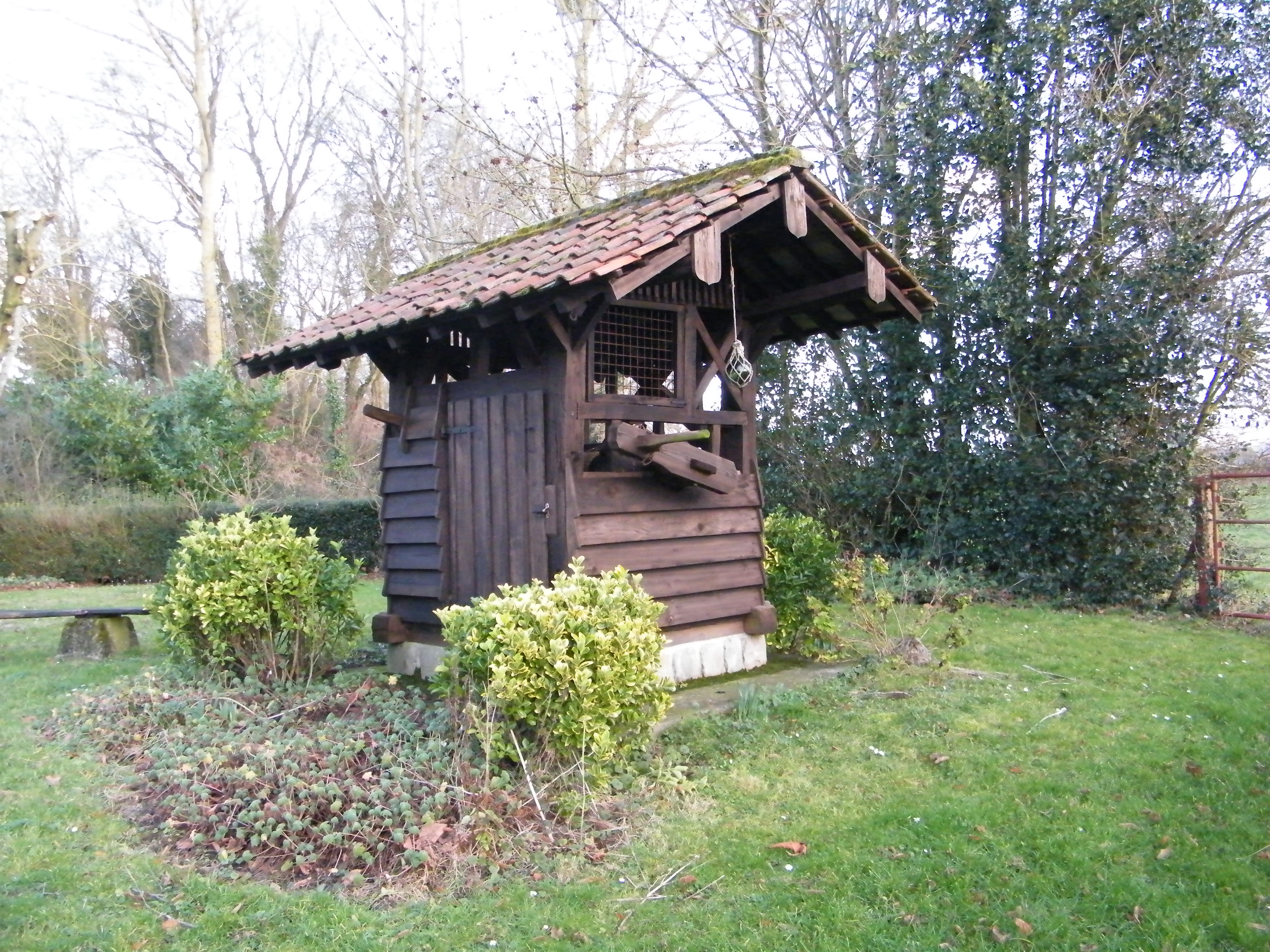
Vieux puits à Trinquies.
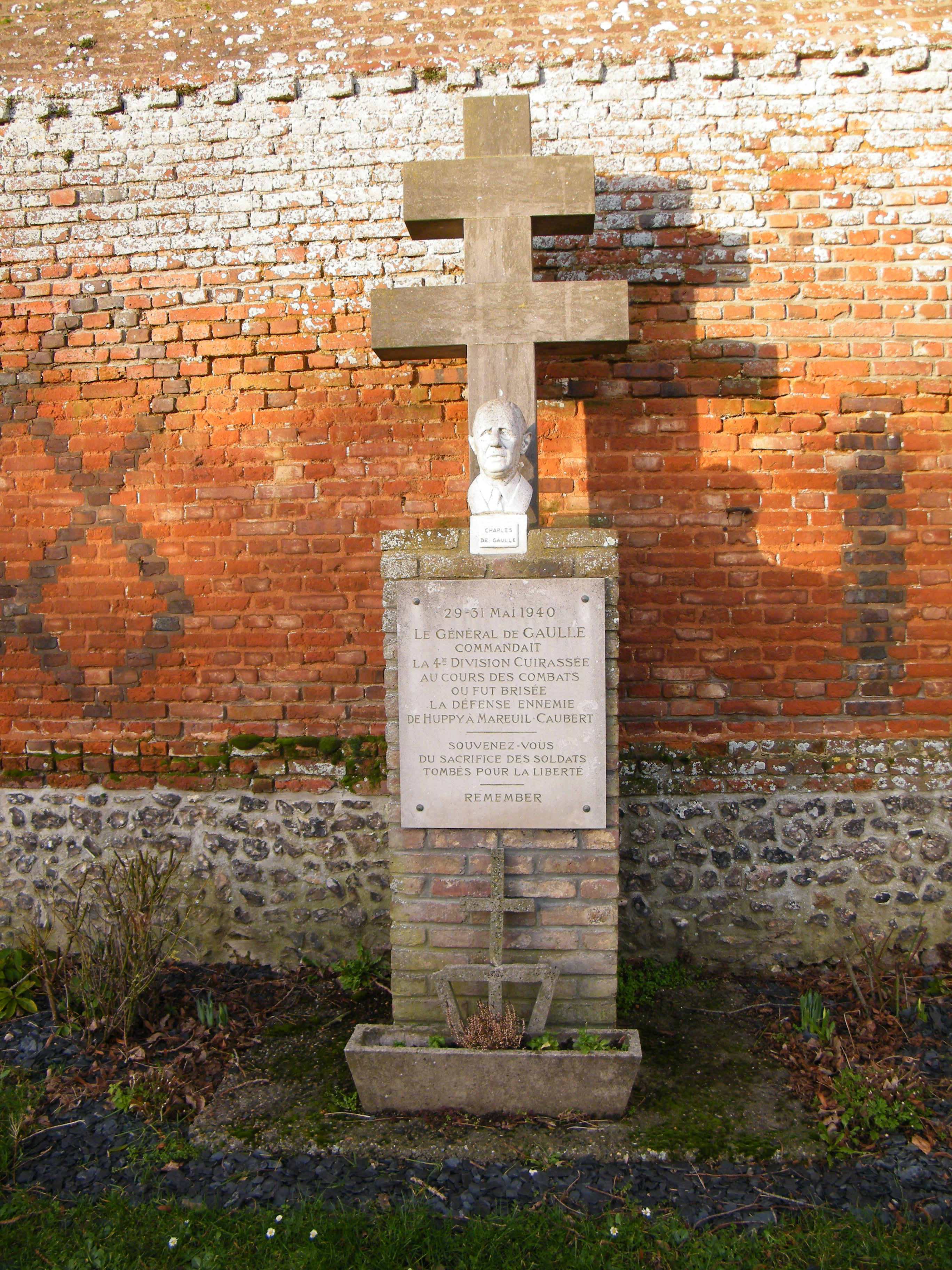
Hommage à la 4e DCR.

### Personnalités liées à la commune
- Jean-Baptiste Poultier, sculpteur, né en 1653 à Huppy (hameau de Poultières), mort à Paris en 1719.

## Héraldique
| Blason de Huppy | Blason  | D'azur à trois fasces ondées d'or. Ornements extérieursDécorations : Croix de guerre 1939-1945. |
| Blason de Huppy | Détails | Est attribué à la commune ce blason inspiré de la famille de Grouches : les fasces de gueules sont devenues d'azur. Il semblerait que ce blason soit apparu sur des plaques de rue, et il apparait sur un pseudo-blason, adopté en 2018. Blason historique, résilié et remplacé par un logo blasoniforme le 17/04/2018. |